# Греція на літніх Олімпійських іграх 1924
Греція на літніх Олімпійських іграх 1924 була представлена 26 спортсменами у 4 видах спорту, проте не виборола жодної медалі.